# Воньга
Во́ньга (Вонга) — река, протекающая на севере республики Карелия (Россия), по Лоухскому и Кемскому районам. Вытекает из Энгозера на высоте 71 м над уровнем моря, впадает в Белое море. Длина — 106 км, площадь бассейна — 2580 км².

## Географические сведения

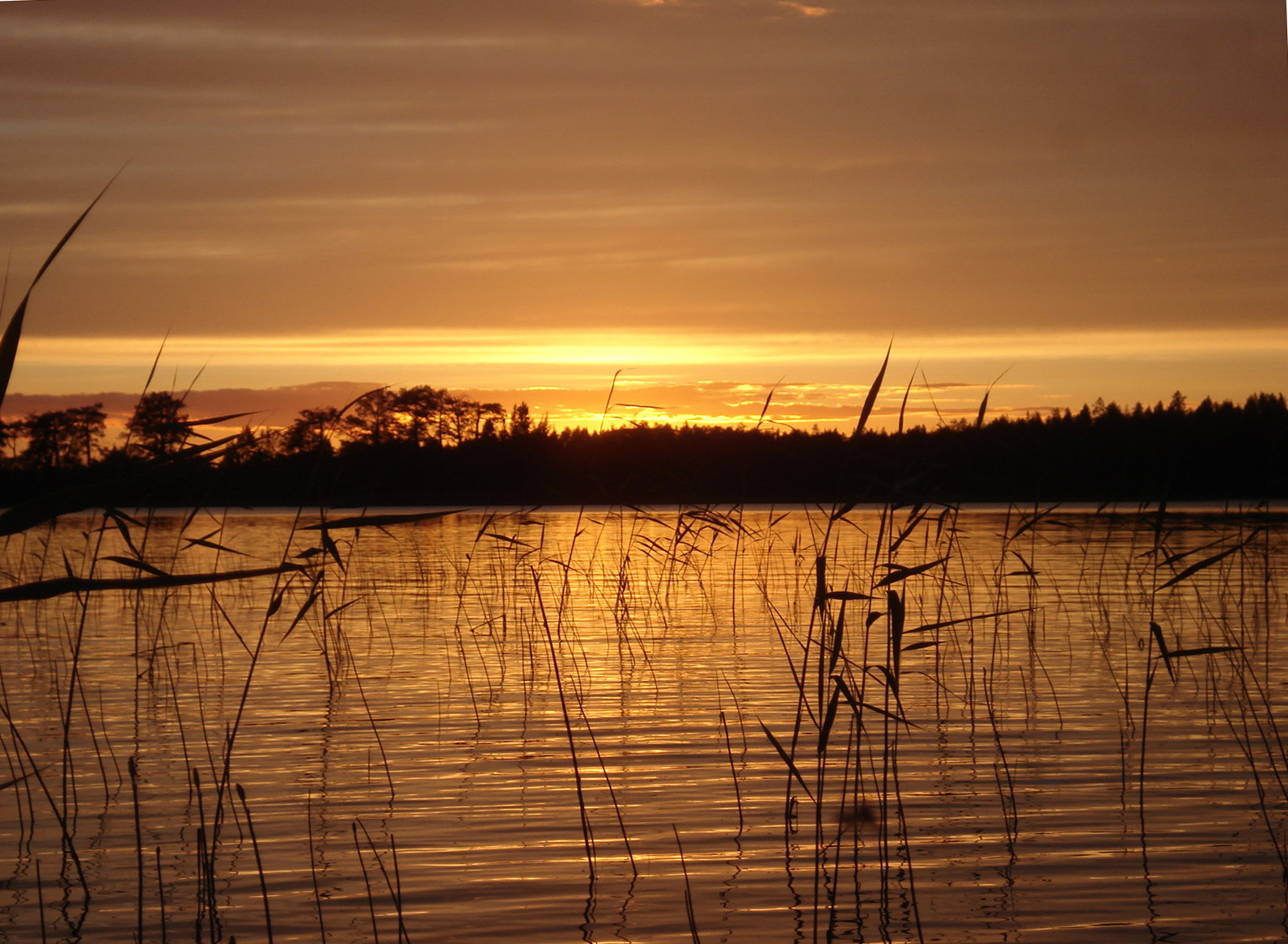
Пильдозеро

Общее падение — 71 м (в основном на порогах в нижнем течении), средний уклон — 1,10 м/км. Протекает через озёра:
- Пайозеро (с притоком из озера Верхнего Шобозера)
- Чогозеро
- Пильдозеро (с притоком из Метчеламбины, а также рекой Верхней Куземкой)
- Синдамозеро
- Мурамозеро (с притоком реки Сенной с озёрами Сенной Ламбиной, Моисеевой Ламбиной и Вангозером)
- Гагарино (с притоком из озёр Северного Даньозера и Южного Даньозера)
- Кодагуба
- Столбовое (с притоком из озера Восточного Пунангозера)
- Чекозеро
- Медвежье
- Собачье (с притоками из озёр Южного Лагноозера и Северного Лагноозера)
- Умангозеро
- Половинное (Вяккер)

Ширина Воньги — 25—40 м, глубина вне порогов — 0,7—2,5 м. Условно река делится на Верхнюю Воньгу (до Мурамозера) и Нижнюю Воньгу (за ним).
На реке находится деревня Воньга. Кроме того, по воде до реки можно добраться от посёлка и станции Энгозеро, расположенных на востоке одноимённого озера.

### Верхняя Воньга

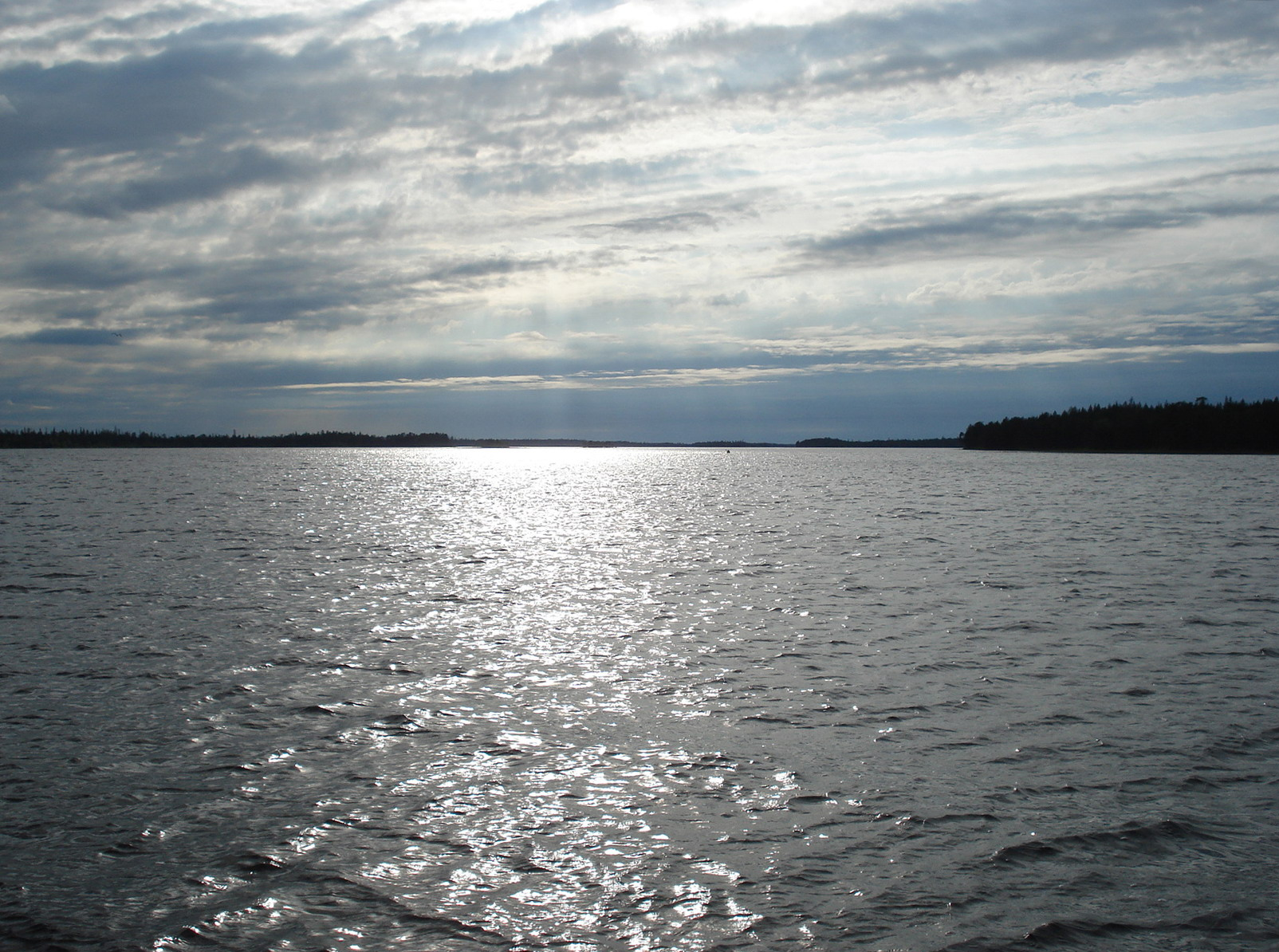
Мурамозеро

Верхняя Воньга представляет собой озёрно-речную систему с крупными озёрами. Здесь много красивых озёр, а именно уже упоминавшиеся ранее Пильдозеро, Синдамозеро, Мурамозеро, а также более мелкие — Пайозеро, Ногозеро, озеро Кодагуб.

### Нижняя Воньга
Нижняя Воньга представляет собой небольшие озёра (Столбовое, Чекозеро, Медвежье, Собачье, Уманьгозеро, Половинное (Вяккер)), между которыми протоки с порогами.

## Физические сведения
Среднегодовой расход воды 10 м³/с. Питание реки дождевое и снеговое.

## Животный и растительный мир
Фауна в районе реки Воньга — типичная для Карелии: здесь обитают такие животные, как медведь, рысь, барсук и волк, а также более редкие представители, как например, кабаны, енотовидная собака и другие. Птицы — типичные для Карелии — зяблики, рябчики, тетерева, гуси, утки, чайки и другие. Пресмыкающиеся: гадюки, ужи и ящерицы. Насекомые: комары, мошки, слепни.
В Воньге водится разная рыба: окунь, щука, краснопёрка, язь и другая.
По берегам Воньги преобладают хвойные (преимущественно сосновые) леса. Лиственные породы: берёза пушистая, берёза бородавчатая. Здесь произрастают во множестве брусника, черника, морошка, голубика, клюква. Также здесь много различных грибов.

## Туризм
Маршрут Энгозеро-Воньга очень популярен среди туристов, поскольку удачно сочетает удобства подъезда и выезда со всеми прелестями путешествия в богатом водой, лесом и скалами северном краю. Доступна для сплава на байдарках (2 КС[здесь и ниже имеется в виду байдарочная категория сложности]) с мая по сентябрь. По общепринятому мнению на Воньге 27 порогов и перекатов (из них наиболее крупные — Собачий, Вяккер и Ассу), а также 2 разрушенные плотины, несколько разрушенных поселений.
Здесь встречаются несложные пороги: Быстрый (2КС), Кошка (Сюрприз)(2КС), Гагаринский (Крючок) (2-3КС), Прямой (2КС) и Кривой (2КС). А также более сложные пороги: Горбатый (3КС), Сухой (Чекень) (2КС), Собачий (3КС), Вяккер (3КС) и Ассу (3КС). Наибольший интерес для туристов представляют именно последние пороги как наиболее трудные на Воньге.

### Порог Горбатый
По карельски порог называется Гарбалкорко «Клюквенный порог». Горбатый — мощная шивера, с крупными камнями и большим перепадом.

### Порог Собачий

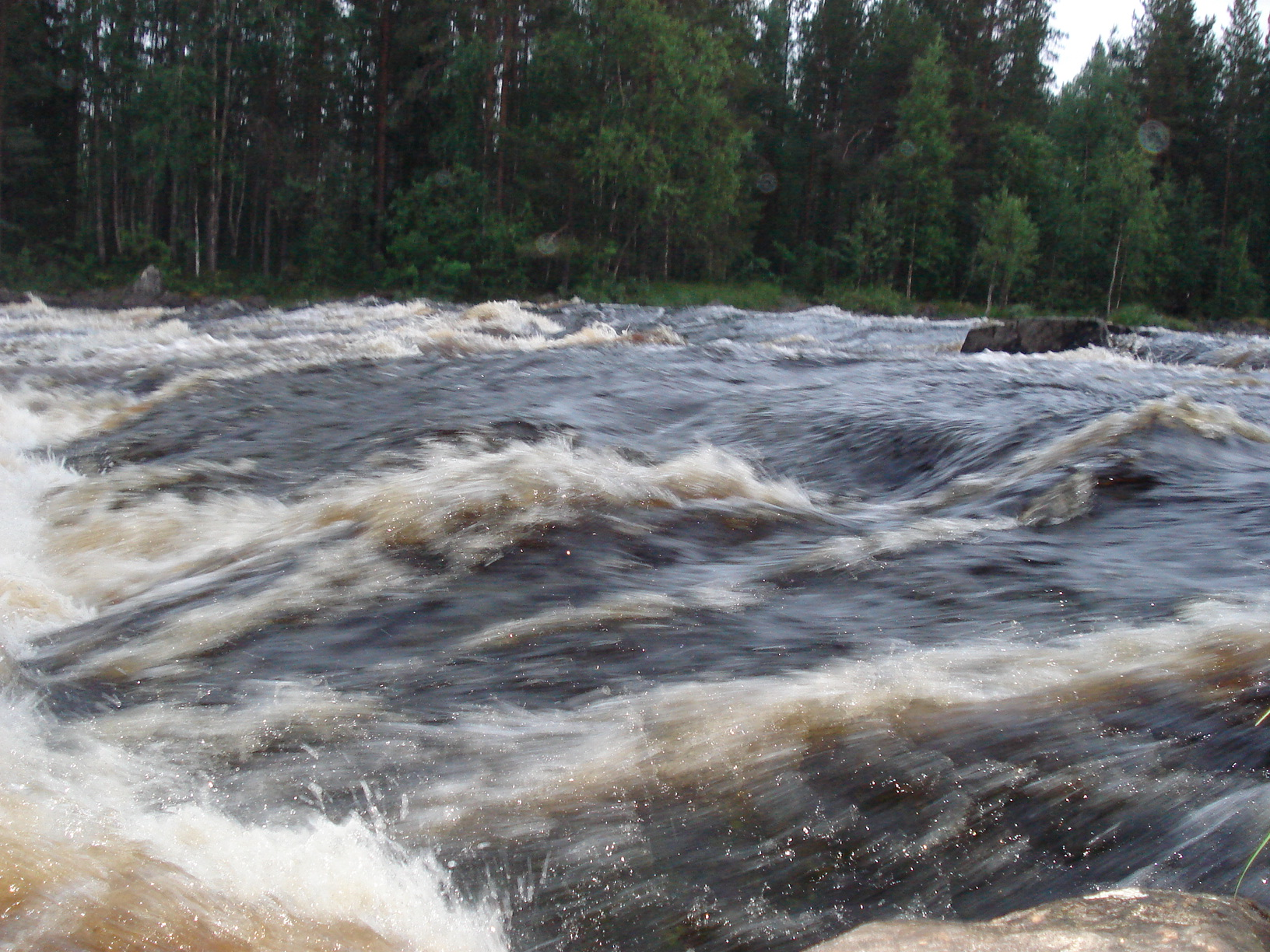
Основной слив порога Собачий

Порог расположен на выходе из Собачьего озера. Средняя часть считается «непроходимой» для байдарок, так как здесь водопадный слив до 1,5 м на камни, однако этот порог был пройден полностью и на катамаранах, и на байдарках. Но всё-таки в большинстве случаев порог либо полностью обносится, либо обносится только средняя часть.

### Порог Вяккер

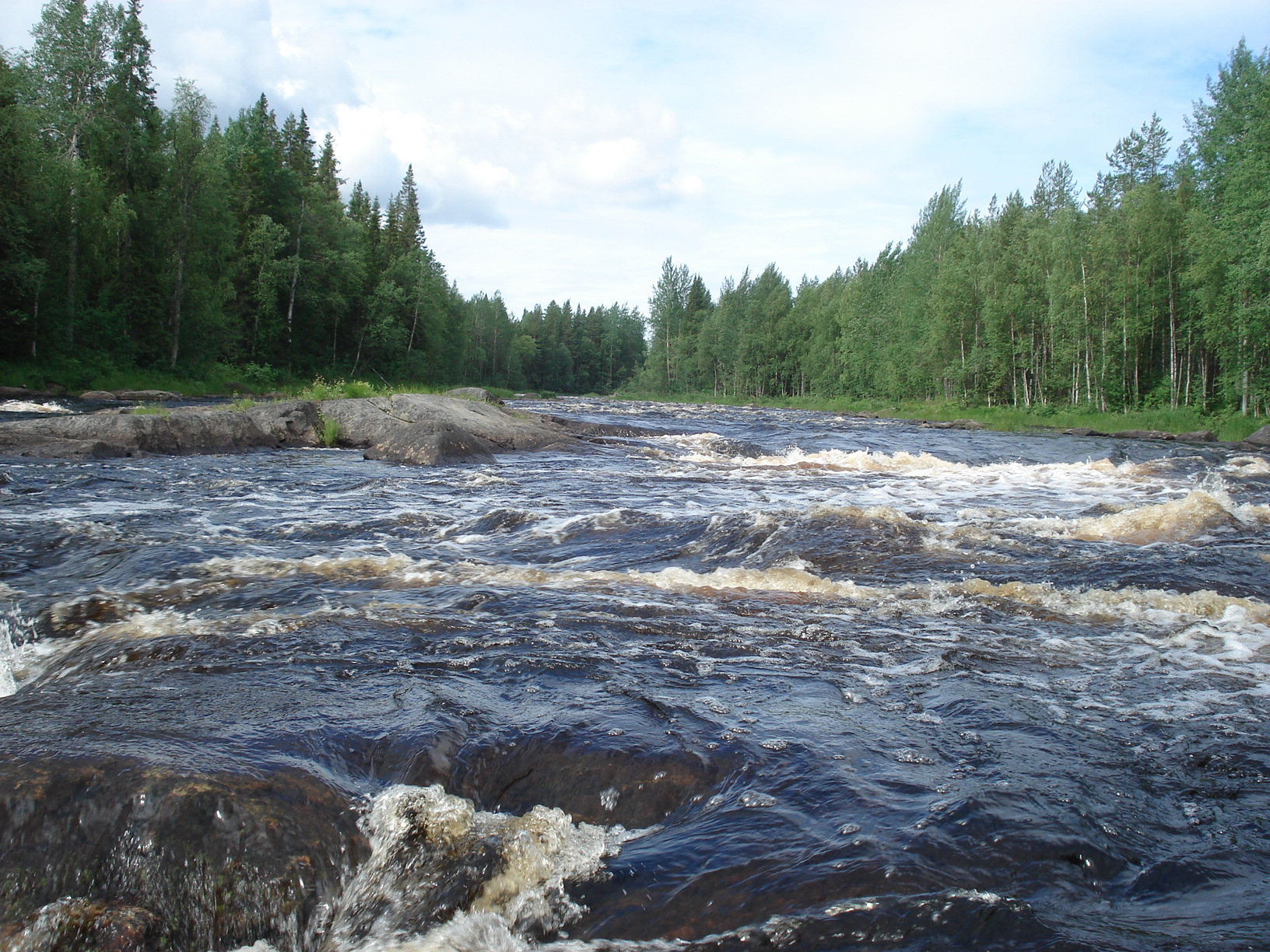
Порог Вяккер

Вяккер (карел. «Вертун») — самый длинный порог на Воньге. Он начинается сразу за озером Вяккер. Его длина около 1800 м, III байдарочная категория сложности. Этот порог обычно обносят, хотя немало групп его и проходят. Довольно сложное начало, сложнопроходимая середина и бурная пятисотметровка после середины. Концовка представляет собой нагромождение камней с сильным течением.

### Порог Ассу (Железнодорожный)

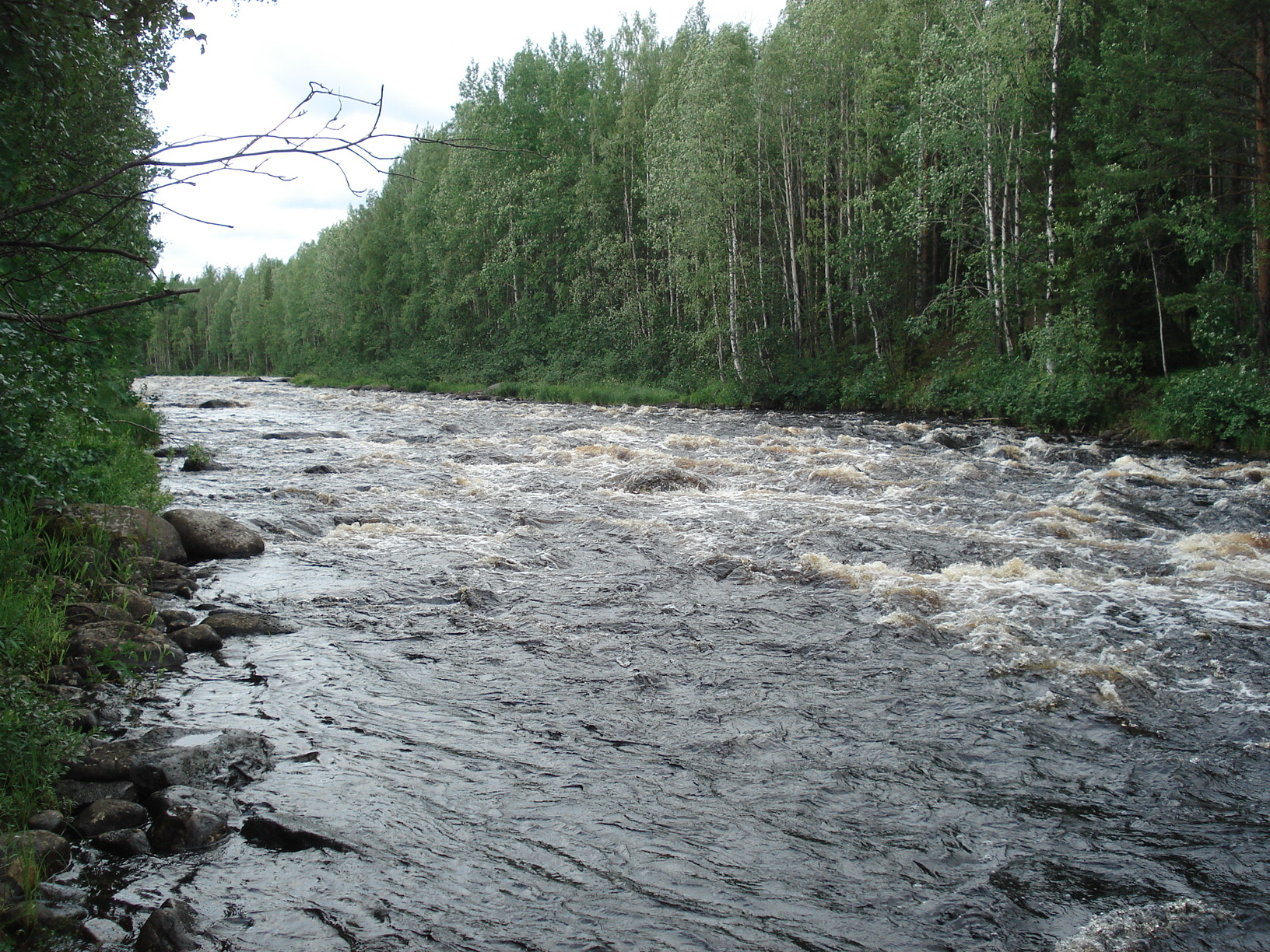
Порог Ассу

Начинается примерно в двух километрах ниже Вяккера. Длина около 1500 м, III байдарочная категория сложности. Как правило, проходится всеми группами, однако есть такие, которые его обносят или проводят.